# Ruprecht 106
Ruprecht 106 ist ein Kugelsternhaufen im Außenbereich der Milchstraße, 69.100 Lichtjahre von der Erde entfernt im Sternbild Zentaur. Der Kugelsternhaufen wurde im Jahr 1961 von Jaroslav Ruprecht entdeckt, wurde aber zunächst für einen offenen Sternhaufen
gehalten.